# Parc Natural Lunca Mureșului
El Parc Natural Lunca Mureșului, declarat com a reserva des del 2005, es troba a fora la ciutat d'Arad a l’oest de Romania.
El parc cobreix 17.455 ha i segueix el riu Mureş cap a l'oest des de la ciutat d'Arad fins a la frontera hongaresa. El parc és un ecosistema típic per a zones humides, amb aigües corrents, llacs, pantans, planes inundables i boscos, un lloc important per al pas i la nidificació d’espècies d’ocells i està sotmès a inundacions periòdiques (una inundació cada tres anys). Els boscos (7.500 ha) del parc estan poblats principalment per roure comú, freixe de fulles estretes, àlber blanc i negre, salze blanc i noguera negra americana. Aquesta zona és un lloc important per a la nidificació i el pas de prop de 200 espècies d'aus, la majoria de les quals estan estrictament protegides internacionalment.
L’objectiu principal del parc natural de la plana inundable de Mureș és protegir i preservar els hàbitats i la diversitat paisatgística de la regió. El parc ha estat designat lloc Ramsar i, segons Natura 2000, el parc va ser designat SPA (zona de protecció especial) per a aus i SAC (zona especial de conservació) per a altres espècies i hàbitats. Dins del parc, hi ha 4 reserves naturals estrictament protegides: el bosc de Cenad (310,5 ha), la gran illa de Cenad (2,1 ha), les illes Igriș (7 ha) i Prundul Mare (717,9 ha).
El parc és un parc germà amb el parc nacional de Körös-Maros, a Hongria. Els dos parcs limiten entre ells i han creat una àrea protegida transfronterera amb un futur pla de gestió comú.

## Biologia
El parc natural de la plana inundable del Mureș té un ecosistema típic de les zones humides, amb aigües corrents i tranquil·les, grans boscos i inundacions periòdiques (cada diversos anys).

### Flora
La vegetació del parc creix en un clima continental, amb estius càlids i hiverns moderats. La temperatura mitjana anual és de 10,5 graus centígrads i la pluja mitjana anual és de 555mm. Moltes plantes del parc necessiten inundacions periòdiques per germinar i consumir els nutrients acabats de dissoldre a l’aigua.
Un gran nombre de plantes al parc es troben a la "llista vermella de plantes superiors a Romania", el que significa que són espècies vulnerables o rares. Alguns d’aquests són: milfulles (Achillea thracica), soldat d’aigua (Stratiotes aloides), corncockle comú (Agrostemma githago), Cirsium brachycephalum, fals pimpernel postrat (Lindernia procumbens), ninfa aquàtica trencadissa (Najas minor), fonoll de porc (Peucedanum officinale), papallona-orquídia menor (Platanthera bifolia), moll escocès (Rumex aquaticus), vedeta francesa (Vicia narbonensis L. ssp. serratifolia).
A més, també hi ha tres espècies estrictament protegides segons el Conveni de Berna: trèvol d'aigua europeu (Marsilea quadrifolia), musgo flotant (Salvinia natans), caltrop d'aigua (Trapa natans).
Els parcs de roure (Quercus robur) i freixe (Fraxinus angustifolia) són predominants al parc, juntament amb els arbres de xop blanc i negre (Populus nigra i Populus alba) i salze blanc (Salix alba). Aquestes espècies es troben principalment al petit bosc de la zona de Cenad i al bosc de 6.000 hectàrees al llarg del riu Mureș entre Arad i el poble de Semlac (que inclou el bosc de Ceala).

### Fauna
La fauna del parc comprèn multitud d’espècies, des de grans mamífers fins a espècies que viuen al fons del riu.
Hi ha grans poblacions d’espècies de mamífers que viuen al parc. Entre aquests, hi ha: hàmster europeu (Cricetus cricetus), putreig europeu (Mustela putorius), ratpenat d’orella llarga marró (Plecotus auritus), llúdria (Lutra lutra), gat salvatge europeu (Felis silvestris), guineu vermella (Vulpes vulpes), cérvols (Cervus elaphus), senglar (Sus scrofa), daines (Dama dama) i cabirols (Capreolus capreolus).
El 1988, la zona que actualment és el Parc Natural de la plana inundable de Mureș va ser designada com a Zona d’aus important a causa de l'existència de nombroses espècies d’aus. Gairebé totes les aus que viuen al parc natural de la plana inundable de Mures estan incloses als annexos del Conveni de Berna i de la Directiva d’hàbitats de la UE. Entre elles, hi ha l’àguila tacada (Aquila pomarina), que té un nombre baix al parc, però que va ser escollida com a símbol del parc natural.
Aproximadament 200 espècies d’ocells viuen o passen pel parc cada any. Entre aquests, hi ha els grans corbs marins (Phalacrocorax carbo), la garza negra coronada (Nycticorax nycticorax), la garza grisa (Ardea cinerea), l’ànec real (Anas platyrhynchos), la gavina cap negra (Larus ridibundus), la fotja euroasiàtica (Fulica atra), petxina (Ixobrychus minutus), petita greba (Tachybaptus ruficollis), rierol aquàtic (Rallus aquaticus), abellerol europeu (Merops apiaster).
També hi ha un nombre molt gran de martins de sorra (Riparia riparia). Gairebé la meitat de tota la població de martins de sorra del riu Mureș es troba al parc natural de la plana inundable de Mureș.
Les sis espècies de rèptils i les nou espècies d’amfibis identificades al parc s’esmenten als annexos del Conveni de Berna i de la Directiva d’hàbitats de la UE. La seva inclusió en aquestes llistes es deu a la regressió d’aquestes espècies, que es consideren baròmetres per a l'estat de salut d’un ecosistema. Entre aquests, hi ha la terrapina de l'estany europeu (Emys orbicularis), la serp de daus (Natrix tessellata), el gripau de ventre de foc europeu (Bombina bombina) i el tritó crestat (Triturus cristatus).
Per a les espècies de peixos del parc, la inundació periòdica del riu Mureș és una benedicció; aquest procés proporciona noves zones de posta, a més de generar nous aliments i protecció. La ictiofauna del parc té una rica diversitat i conté més espècies de peixos que qualsevol altra secció del riu Mureș. Només en aquesta secció del riu Mureș existeixen algunes espècies: besada (Abramis sapa), zarte (Vimba vimba), carpa (Carassius carassius), cap de brau marró (Ameiurus nebulosus), rufa ratllada (Gymnocephalus schraetser) i el zingel (Zingel zingel).

## Turisme i oci
A causa de la proximitat del parc a tants municipis, la zona que ara és el Parc Natural de la plana inundable del Mureș s’ha utilitzat com a recreació durant segles. Al llarg del temps, els ciutadans locals han depès d’aquesta zona tant per a l'esbarjo com per a la seva vida professional. La creació del parc el 2005 assegura que seguirà sent així en el futur, però amb supervisió i regulacions. Les zones més visitades del parc són el bosc de Ceala (per la seva proximitat a la ciutat d’Arad) i la zona de Bezdin (àmpliament coneguda com la secció més natural del parc).

### Centre de visitants del bosc de Ceala
Entre el 2001 i el 2005, al Parc Natural s'hi va implementar, en aquella època, la subvenció Phare més gran de Romania (cofinançada per 2,6 milions d’euros). Entre altres projectes d'infraestructures, aquesta subvenció va construir l'actual centre de visitants del parc.
El maig de 2007, el Centre de Visitants del Bosc de Ceala, als afores de la ciutat d’Arad, va tenir la seva gran inauguració. L'edifici conté un hotel de 34 llits, una sala de conferències amb capacitat per a 70 persones, una cuina i una zona de menjador, un laboratori i les oficines administratives del parc.

### Ecoturisme
El programa d’ecoturisme del parc té dos components: un viatge guiat / no guiat en canoa pel riu Mures des de la ciutat d’Arad fins a la ciutat de Pecica; i lloguer de bicicletes per utilitzar a la xarxa de pistes ciclistes del parc. Tots dos són molt populars durant la primavera i l'estiu.

### Cultural
Hi ha tres monestirs dins dels límits del parc. Els tres monestirs són propietat i explotació de les respectives esglésies, però a causa de la seva proximitat al riu Mureș i al seu important ecosistema, aquestes terres estan sota la supervisió i protecció del parc natural de la plana inundable del Mureș.
A la banda nord del riu hi ha el monestir de Saint Paraschiva, que es troba als afores del poble de Bodrogu Vechi. Es tracta del monestir més nou del parc i s’hi accedeix des de la ciutat de Pecica.
Al costat sud del riu hi ha altres dos monestirs. El monestir Hodoș-Bodrog, que data del 1177, és una de les institucions monàstiques més antigues de l'església ortodoxa romanesa. El monestir és accessible des del poble de Bodrogu Nou i té 17 anys km de la ciutat d'Arad. El monestir és actiu i té molts monjos que hi viuen i treballen.
El monestir de Bezdin, que data del 1539, és un dels pocs monestirs ortodoxos serbis de Romania que encara es conserva. En comparació amb el monestir de Hodoș-Bodrog, Bezdin està molt aïllat i es troba al que es considera la part més natural del parc natural de la plana inundable de Mureș. El monestir és accessible des de la comuna de Munar i és a 31 km de la ciutat d'Arad.

### Observació d’ocells i observació de vida salvatge
A causa de la rica vida d’ocells al parc, l’administració del parc va construir dues estructures a la zona de Bezdin. El 2004, el parc va erigir una torre d'observació de fauna salvatge en una zona del bosc que se sap que té potencial d'observació de vida salvatge. El 2005, el parc va erigir una torre d'observació d'ocells prop del pantà de Bezdin. Ambdues torres són accessibles des del monestir de Bezdin i la comuna de Munar.

### Caça i pesca
Es permet la caça dins del parc durant determinades temporades i en zones específiques. També es permet la pesca, però només amb llicència de pesca.

## Educació ambiental
A causa de la proximitat amb una gran ciutat i l’impacte potencialment gran que això provoca al parc, el programa d’educació ambiental del parc va créixer ràpidament en els tres primers anys d’existència: 100 estudiants (2006), 900 estudiants (2007) i més de 2.000 estudiants (2008).
L'estiu del 2007, Outward Bound Romania va formar l’administració del parc sobre estratègies d’educació experiencial. El parc té el primer recorregut de cordes baixes del sistema romanès del parc i ha rebut notorietat en les notícies nacionals romaneses i dins del sistema de parcs pels seus esforços educatius.